# Guglielmo Cavalcabò (XIV secolo)

Stemma dei Cavalcabò.

Guglielmo Cavalcabò (... – Soncino, 14 giugno 1312) è stato un politico italiano, dell'omonima famiglia cremonese di parte guelfa.

## Biografia
Era figlio di Ugolino. Fu capitano del popolo e podestà di Cremona, prima di conquistare il potere della città nel 1307, grazie al partito guelfo. 
Nel 1308, assieme al fratello Giacomo assediò Parma cacciando Giberto III da Correggio e insediando la famiglia dei Rossi, loro parenti. Nel 1311 a causa dei dissidi col partito ghibellino lasciò Cremona e si rifugiò a Viadana, ma per breve tempo. Tornato a Cremona assieme ad alcuni capi guelfi, tra i quali Venturino Benzoni, si impadronì di Soncino. Gli abitanti resistettero all'assedio grazie anche al soccorso del conte Guarniero di Hoemburg, vicario imperiale di Brescia. Guglielmo Cavalcabò fu rinchiuso in prigione e qui ucciso dal Hohenbourg il 14 giugno 1312.

## Discendenza
Guglielmo sposò la figlia di Sopramonte Amati, senza discendenza.